# ヘルシンキ地下鉄
ヘルシンキ地下鉄（ヘルシンキちかてつ、フィンランド語: Helsingin metro、スウェーデン語: Helsingfors metro）は、フィンランドの首都ヘルシンキの地下鉄である。フィンランドで唯一の地下鉄であり、世界で最北の地下鉄でもある。27年にわたる計画・建設ののち、1982年8月2日に開業した。ヘルシンキ市交通局(HKL) によって運営されている。
一端が分岐した全長43kmの2路線で、30の駅がある。ヘルシンキ西部のエスポーからヘルシンキ中心部を通り東部の住宅地（ヴオサーリ地区とメッルンマキ地区）までを結んでおり、あるいは都心内部の移動手段としても利用されている。交通局の統計によると、年間の利用者数は5600万人（2005年）に上る。運賃はヘルシンキ市内・エスポー市内間の移動で2.9ユーロ、ヘルシンキ−エスポー間の移動で5ユーロ（いずれも券売機で購入した場合）。

ヘルシンキ地下鉄路線図

ランシメトロ区間の路線図

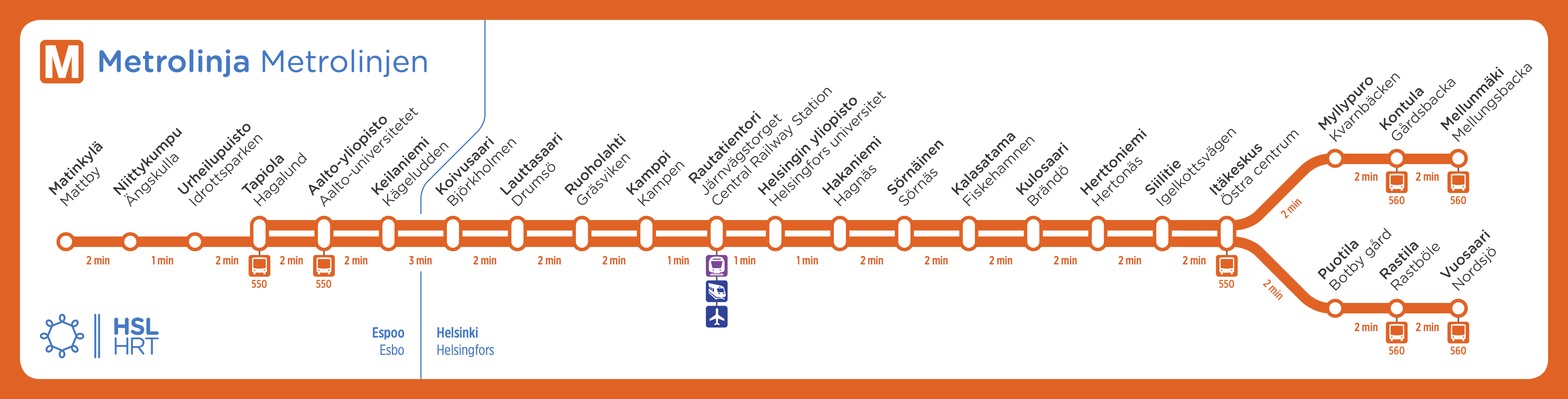
ランシメトロ開業後の路線図

## 歴史

### 開業までの経緯
ヘルシンキにおいて地下鉄建設を求める動きは1955年9月に始まり、1963年3月には最初の草案が市議会に提出された。しかしその概要は全長86.5km、108駅と非常に大規模であったため、長期間の審議の末に否決され、カンッピ駅からヘルシンキ東部のプオティラ駅までの1路線だけを建設することに決定した。
1969年5月7日、地下鉄建設の第1期工事の正式な認可が下り、そのうち車両基地のあるロイフペルトからヘルットニエミ駅までの試験区間は1971年に完成した。第1期の全区間は1977年の開業を予定していたが、車両の問題などによって予定より5年遅れの1982年に開業した。1982年6月1日には正式な開業を前にラッシュ時のみ開業し、8月2日にはヘルシンキ中央駅～イタケスクス駅の区間が正式に開業した。なお同区間の駅は当初は6駅だけであった。

### 路線の延伸
ヘルシンキ地下鉄の路線は、20年に渡って少しずつ延伸開業して今に至る。
- 1971年 ヘルットニエミ駅～ロイフペルトの試験区間が完成
- 1982年6月1日 ハカニエミ駅～イタケスクス駅でラッシュ時のみ開業
- 1982年7月1日 ヘルシンキ中央駅～ハカニエミ駅もラッシュ時のみ開業
- 1982年8月2日 ヘルシンキ中央駅～イタケスクス駅が正式に開業
- 1983年3月1日 カンッピ駅～ヘルシンキ中央駅が開業
- 1984年9月1日 ソルナイネン駅が開業
- 1986年10月21日 イタケスクス駅～コントゥラ駅が開業
- 1989年9月1日 コントゥラ駅～メッルンマキ駅が開業
- 1993年8月16日 ルオホラハティ～カンッピ駅が開業
- 1995年3月1日 カイサニエミ駅（現：ヘルシンキ大学駅）が開業
- 1998年8月31日 イタケスクス駅～ヴオサーリ駅が開業
- 2007年1月1日 カラサタマ駅が開業
- 2017年11月18日 ルオホラハティ駅～マティンキュラ駅が開業
- 2022年12月3日 マティンキュラ駅～ キヴェンラハティ駅が開業

また、数十年にわたる審議によって西への延伸路線ランシメトロ（länsimetro：西の地下鉄という意。エスポー市へ至る路線）の建設が進められ、ルオホラハティ - マティンキュラ間が2016年8月15日に開業する予定であった。しかし2016年6月にシステムの安全面での試験が遅れていることから開業を延期、同年7月1日の時点では、2017年1月までには暫定開業できる見込みとされていた。その後も延期が続き、2017年9月に同区間の実車を用いた試運転が開始された。同年11月10日、開業は2017年11月18日になることが発表され、11月18日に開通した。

## 設備

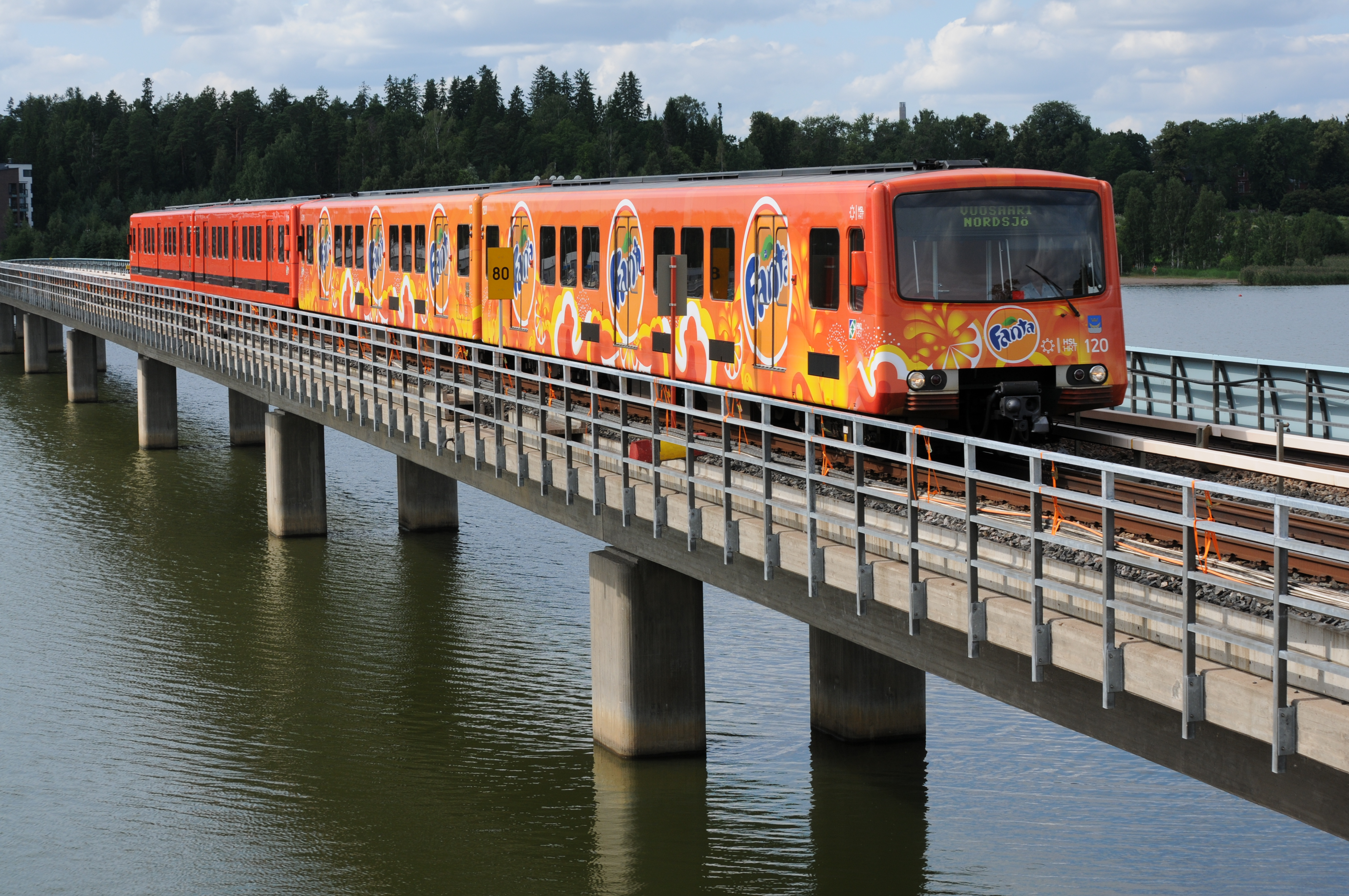
海を渡る地下鉄

### 路線の概要
ヘルシンキ地下鉄の路線は、エスポー市から海を越えてラウッタ島を通り、ヘルシンキの中心部を通り東部の郊外に延びる。途中のイタケスクス駅から先は二手に分岐するY字形をしており、全部で30の駅がある。エスポーからヘルシンキ中心部までの区間は地上区間であるが、東部郊外は地上や高架区間が大半である。しかし地上駅でも、積雪対策などのためホームをコンクリートなどで覆っている構造のものが多い。これまで路線番号はつけられてなかったが、延伸区間が開業したことでM1（ヴオサーリ駅～キヴェンラハティ間）、M2（メッルンマキ駅～タピオラ駅間）の2路線が運行されることとなった。なお、両線が重複しているイタケスクス−タピオラ間では同じ線路を走行しており、明確な区別はされていない。
列車はすべて各駅停車で、タピオラ～イタケスクス間の場合は通常4～5分おきに運行している。メッルンマキ発着の列車とヴオサーリ発着の列車はほぼ同じ本数で、交互に運行されている。駅名は、フィンランドの公用語であるフィンランド語とスウェーデン語の2言語で命名されており、車内などではその両方で放送される（フィンランドでは、地名などが2言語別々に存在する）が、英語名が付けられているラウタティエントリ駅（ヘルシンキ中央駅ː Central Railway Station）、ヘルシンギンユリオピスト（ヘルシンキ大学）駅（University of Helsinki）、アールトユリオピスト（アールト大学）駅（Aalto University）は英語での案内放送がある。（ イタケスクス駅到着時の車内放送） ただし、夏季は観光客向けに全区間で英語も併用される。
ヘルシンキ地下鉄は、ヘルシンキ市内の公共交通機関の中核を担っており、多くのバスが地下鉄駅とその周辺地域との間で運行されている。バスから地下鉄へと乗り継がなければ都心まで行けないこともあり、たとえばラーヤサロからのバスは、日中は全てヘルットニエミ駅が終点となっている。

### 駅の一覧

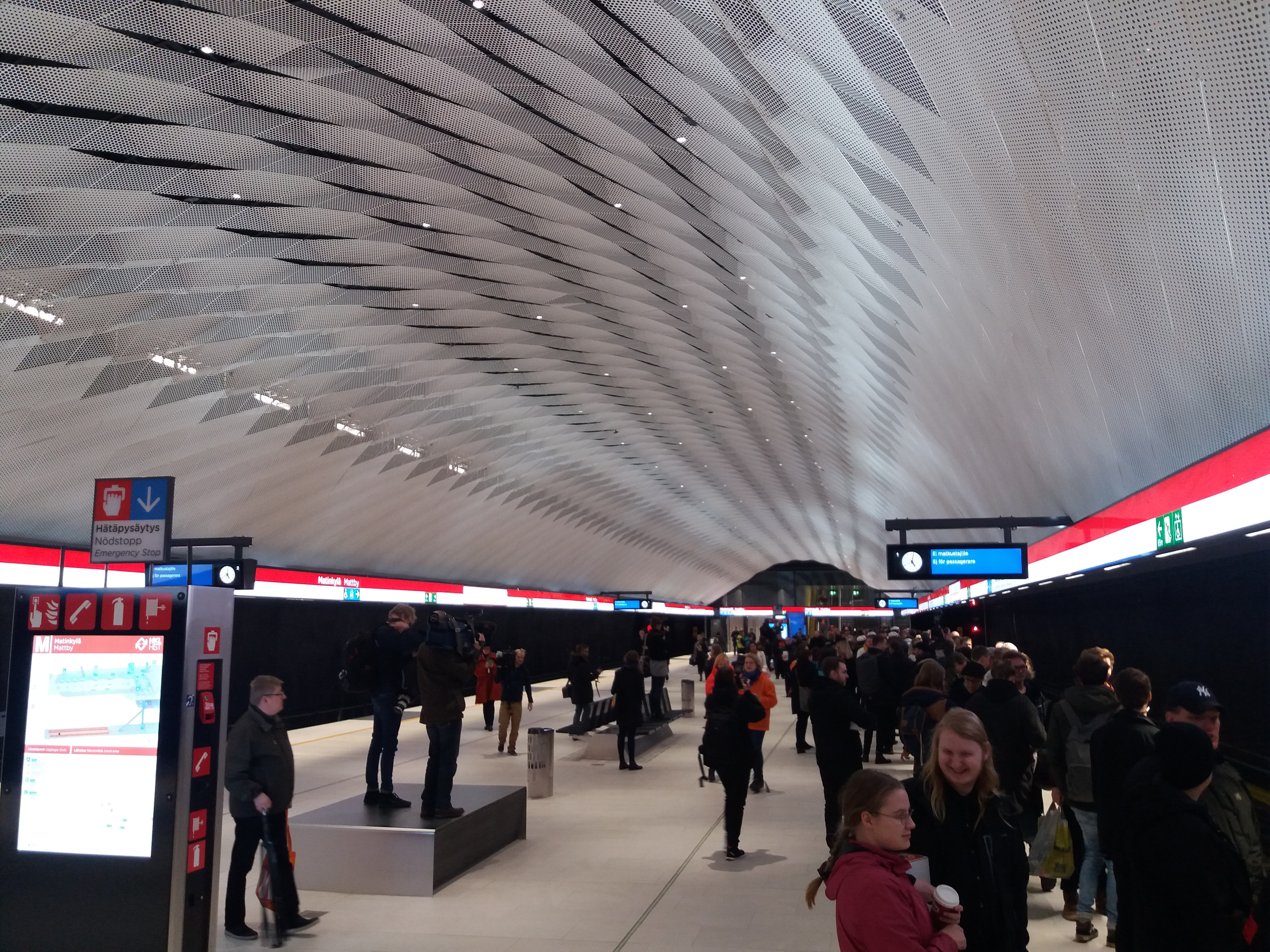
マティンキュラ駅

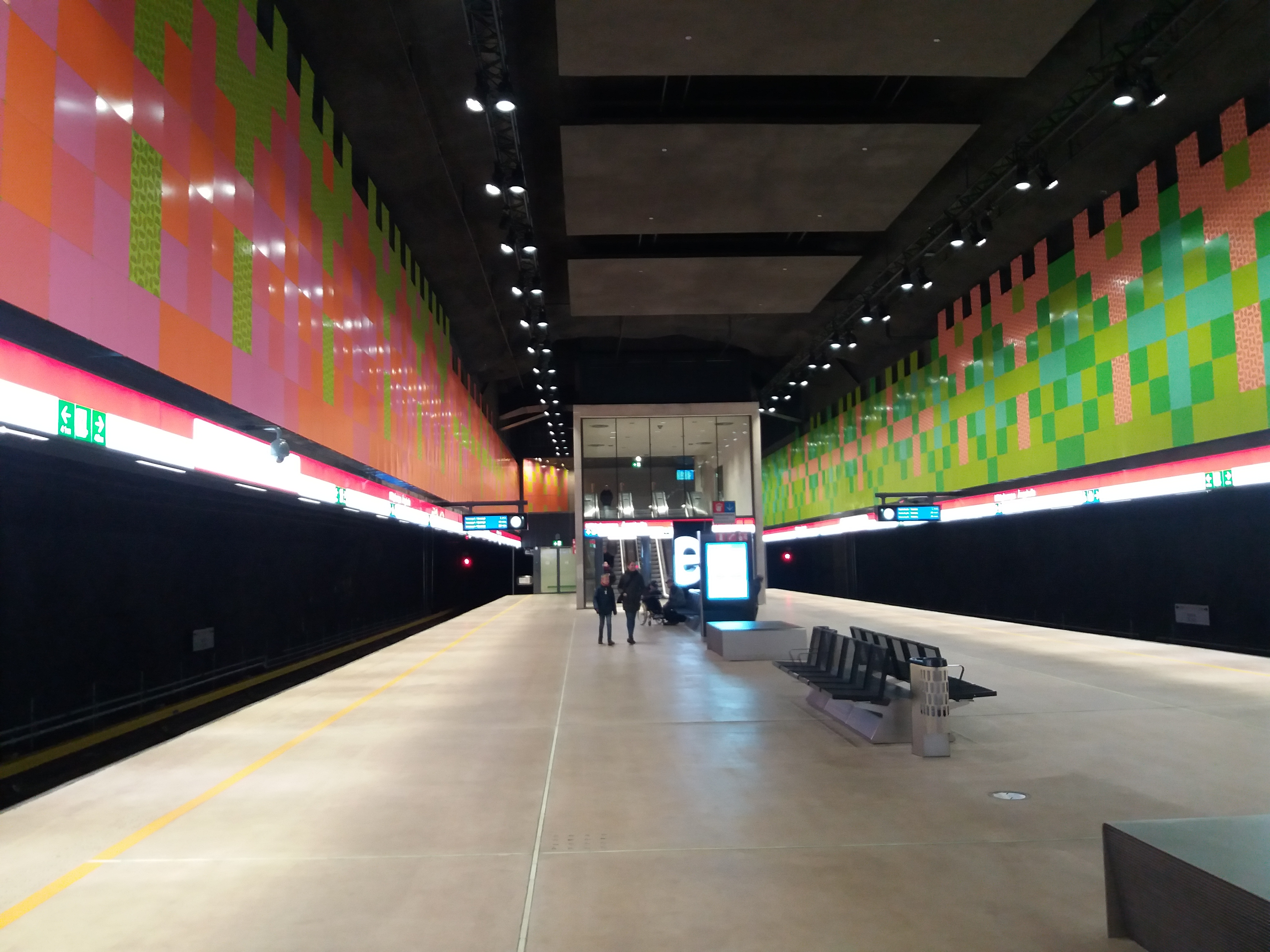
ニーッテュクンプ駅

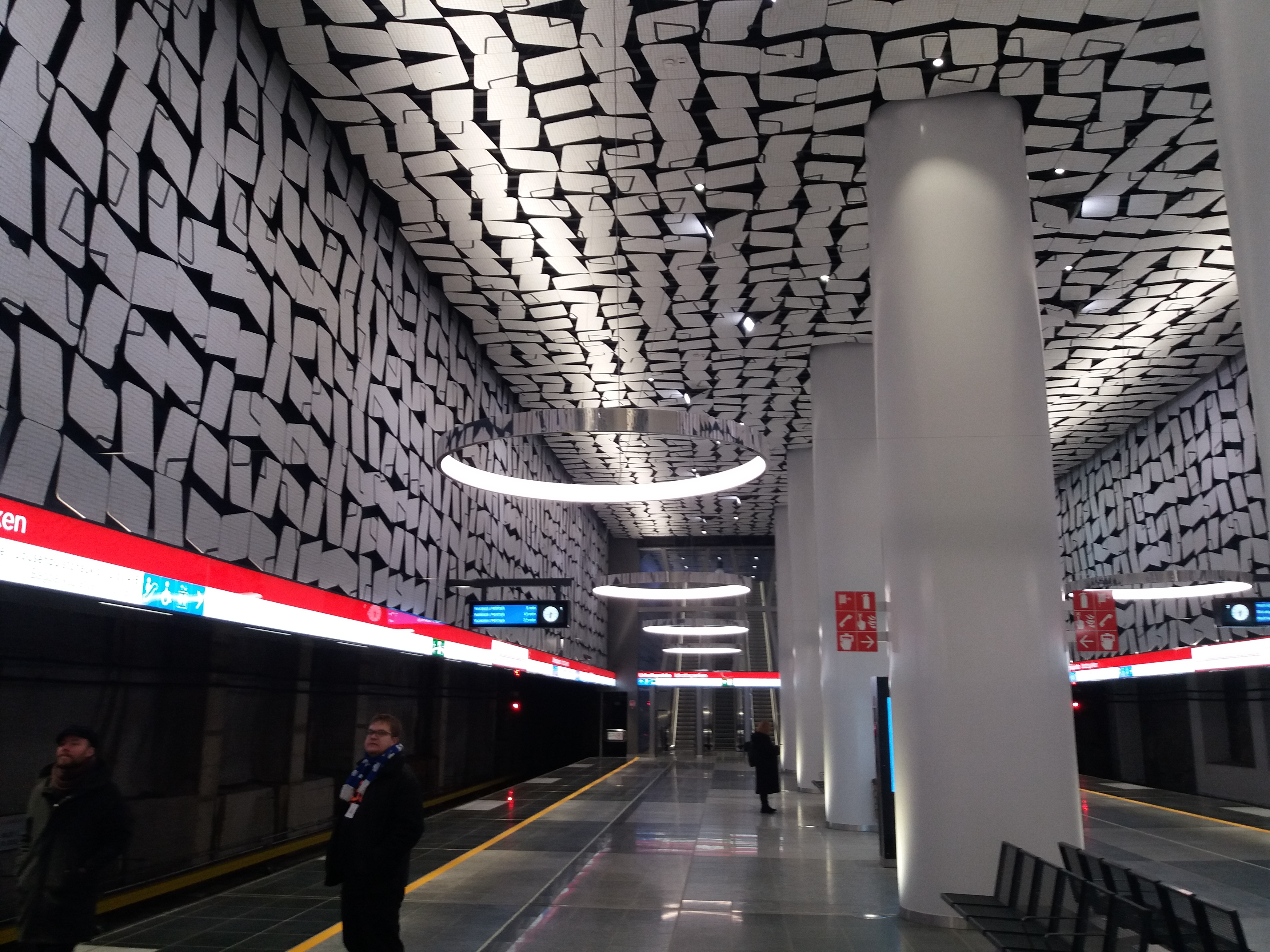
ウルヘイルプイスト（運動公園）駅

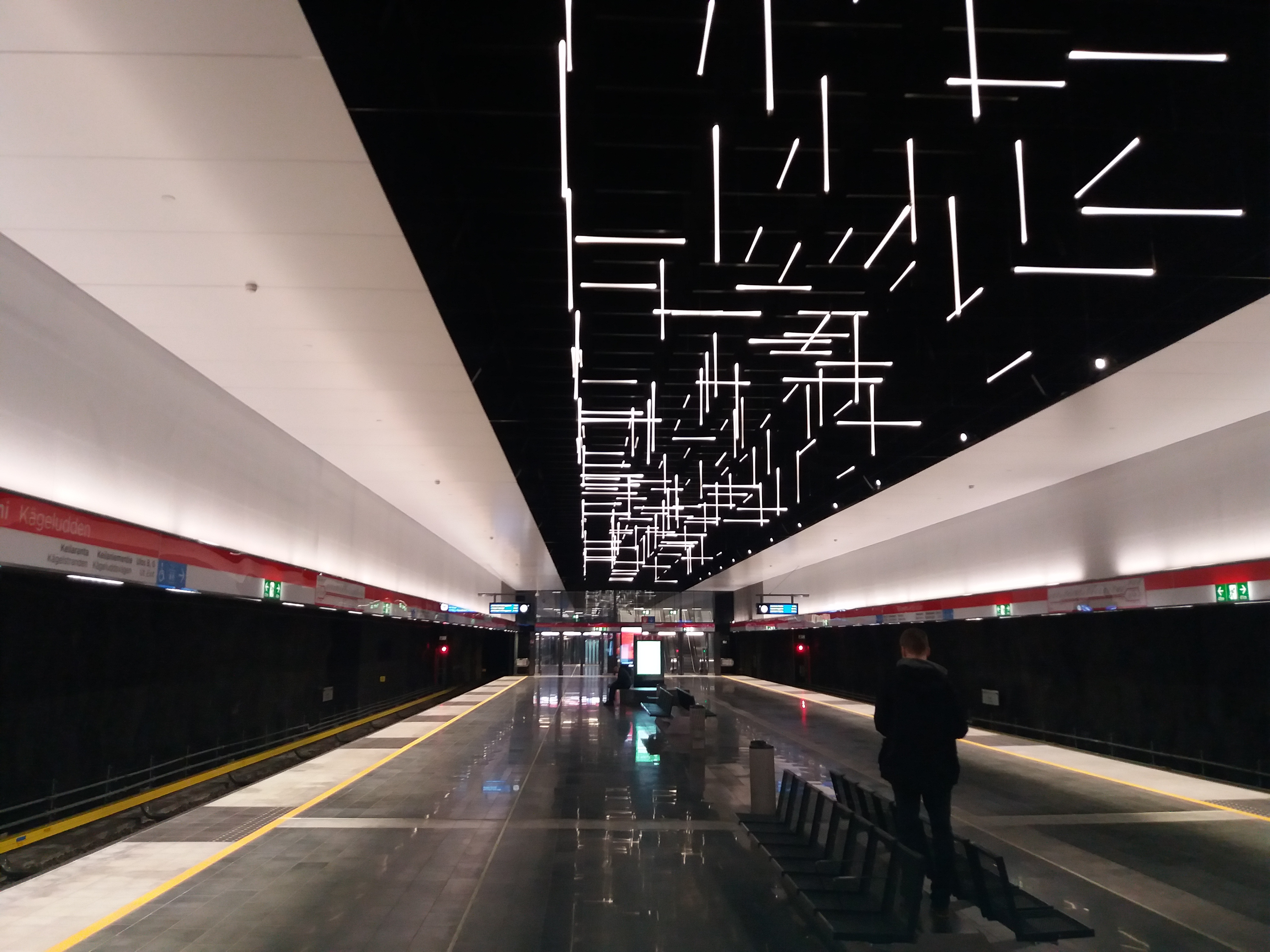
ケイラニエミ駅

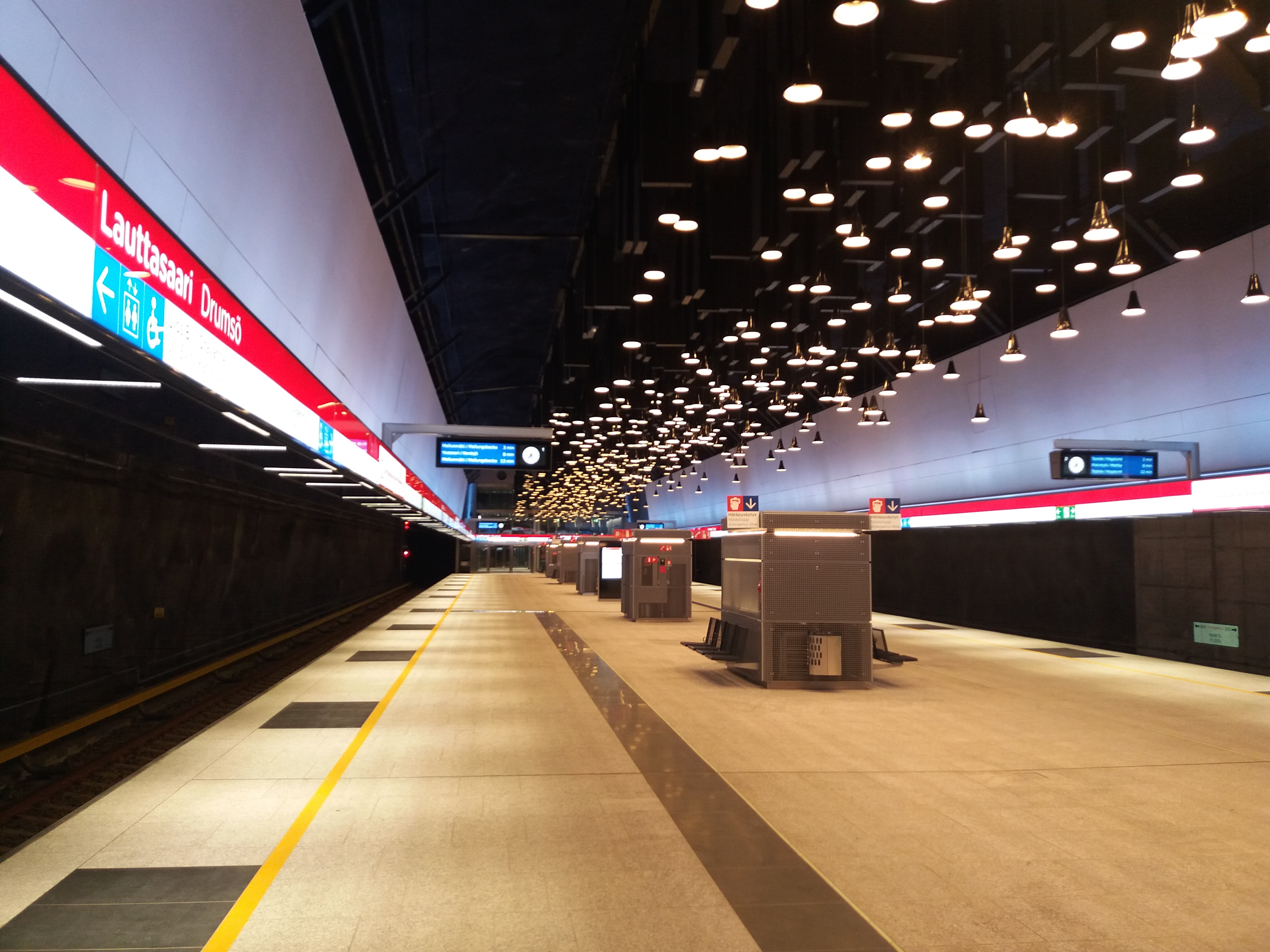
ラウッタサーリ駅

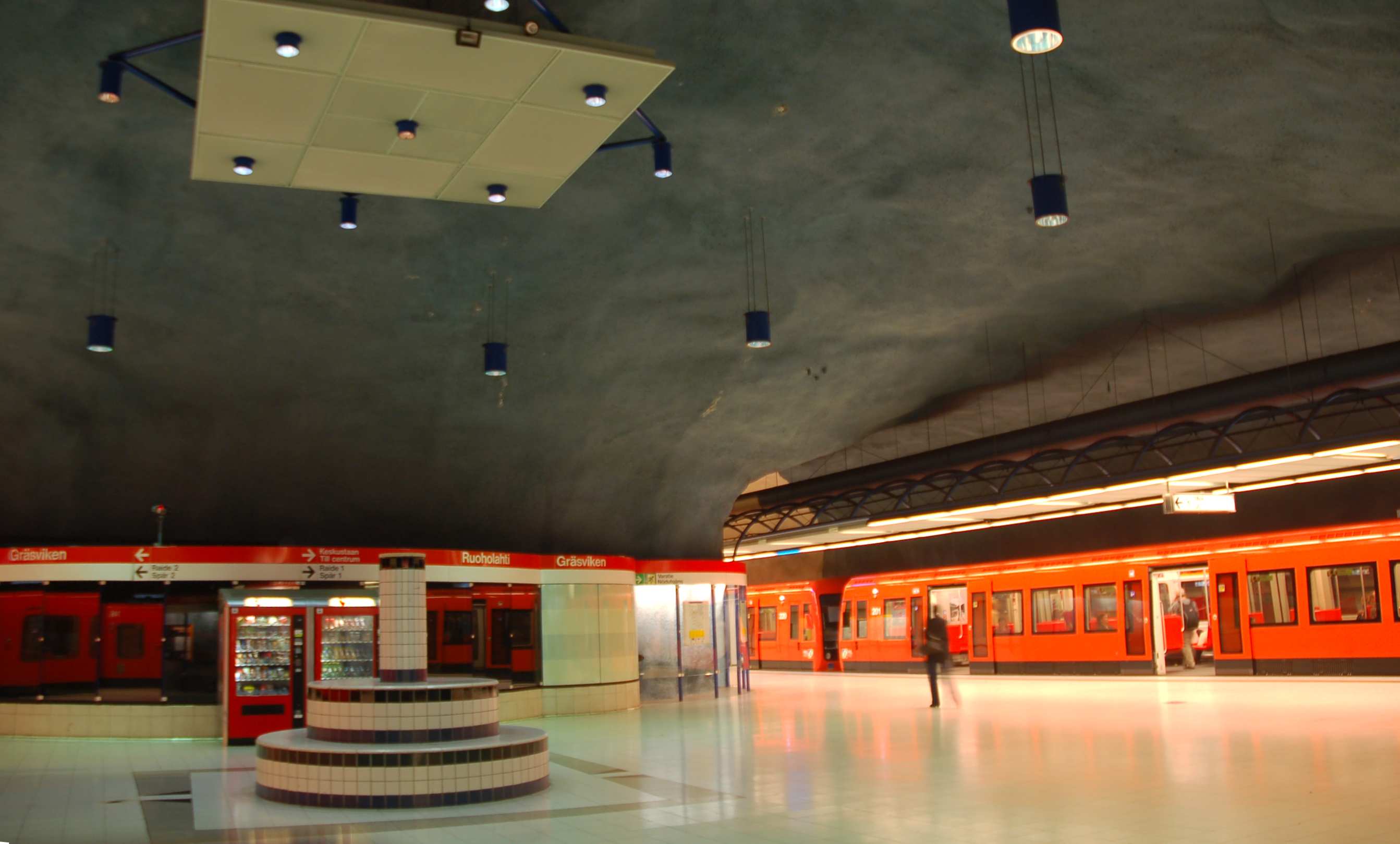
ルオホラハティ駅

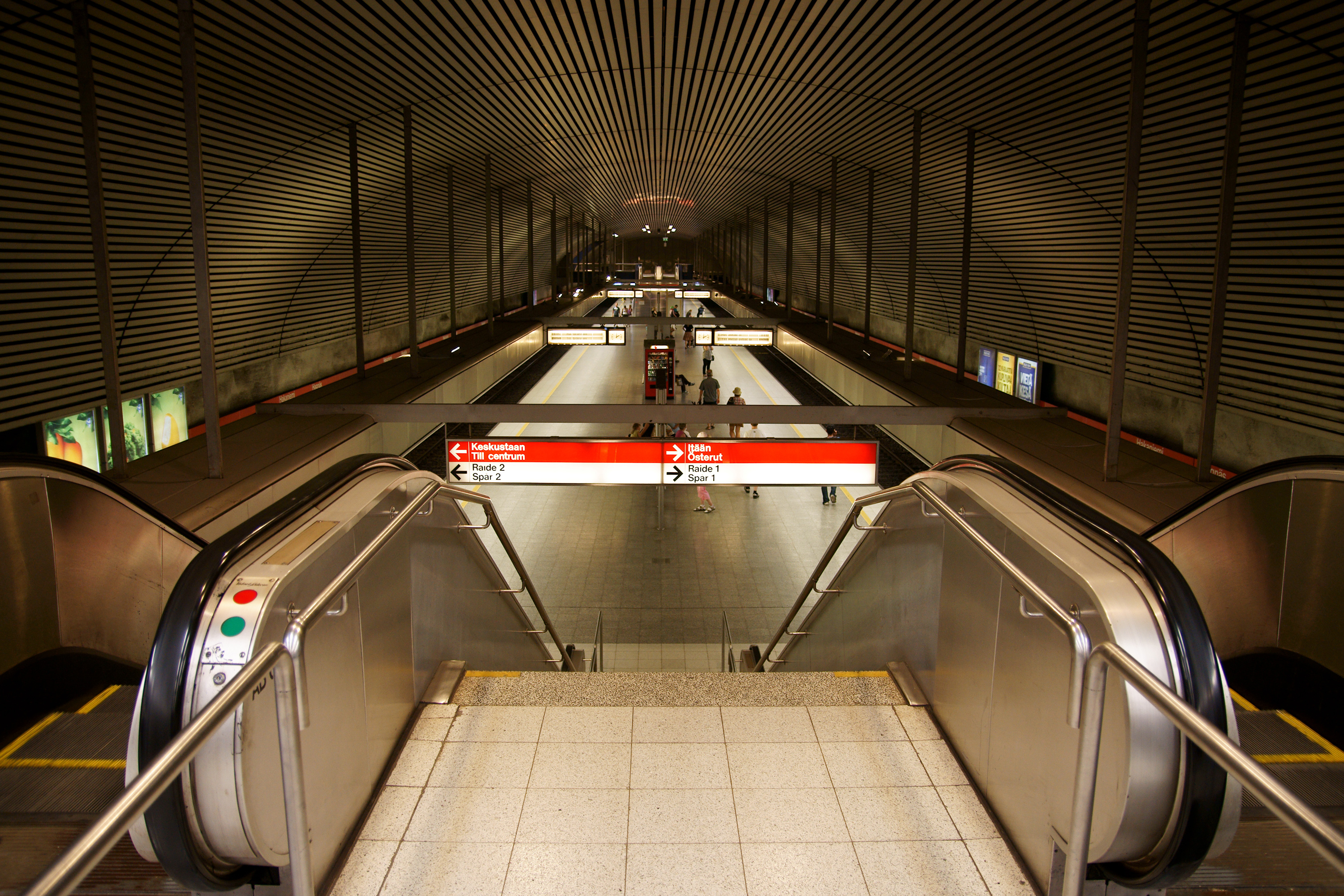
ハカニエミ駅

| Kivenlahti ～ Ruoholahti (Länsimetro) キヴェンラハティ - ルオホラハティ （ランシメトロ） | Kivenlahti ～ Ruoholahti (Länsimetro) キヴェンラハティ - ルオホラハティ （ランシメトロ） | Kivenlahti ～ Ruoholahti (Länsimetro) キヴェンラハティ - ルオホラハティ （ランシメトロ）       | Kivenlahti ～ Ruoholahti (Länsimetro) キヴェンラハティ - ルオホラハティ （ランシメトロ） |
| フィンランド語                                                                           | スウェーデン語                                                                           | 備考                                                                                           | 備考                                                                                     |
| ---------------------------------------------------------------------------------------- | ---------------------------------------------------------------------------------------- | ---------------------------------------------------------------------------------------------- | ---------------------------------------------------------------------------------------- |
| Kivenlahti キヴェンラハティ                                                              | Stensvik ステンスヴィク                                                                  | 2022年12月3日開業                                                                              | エスポー                                                                                 |
| Espoonlahti エスポーンラハティ                                                           | Esboviken エスボヴィケン                                                                 | 2022年12月3日開業                                                                              | エスポー                                                                                 |
| Soukka ソウッカ                                                                          | Sökö ソカー                                                                              | 2022年12月3日開業                                                                              | エスポー                                                                                 |
| Kaitaa カイター                                                                          | Kaitans カイタンス                                                                       | 2022年12月3日開業                                                                              | エスポー                                                                                 |
| Finnoo フィンノー                                                                        | Finno フィノ                                                                             | 2022年12月3日開業                                                                              | エスポー                                                                                 |
| Matinkylä マティンキュラ                                                                 | Mattby マトゥビー                                                                        | 2017年11月18日開業                                                                             | エスポー                                                                                 |
| Niittykumpu ニーッテュクンプ                                                             | Ängskulla エングスクッラ                                                                 | 2017年11月18日開業                                                                             | エスポー                                                                                 |
| Urheilupuisto ウルヘイルプイスト（運動公園）                                             | Idrottsparken ウルヘイルプイスト（運動公園）                                             | 2017年11月18日開業                                                                             | エスポー                                                                                 |
| Tapiola タピオラ                                                                         | Hagalund ハーガルンド                                                                    | 2017年11月18日開業 乗り換え：トランクルート 550                                                | エスポー                                                                                 |
| Aalto-yliopisto アールトユリオピスト（アールト大学）                                     | Aalto-universitetet アールトユニヴェルシテーテット（アールト大学）                       | 2017年11月18日開業 乗り換え：トランクルート 550、ヨケリ・ライトレール                          | エスポー                                                                                 |
| Keilaniemi ケイラニエミ                                                                  | Kägeludden ケーゲルッデン                                                                | 2017年11月18日開業 乗り換え：ヨケリ・ライトレール                                              | エスポー                                                                                 |
| Koivusaari コイヴサーリ                                                                  | Björkholmen ビョークホルメン                                                             | 2017年11月18日開業                                                                             | ヘルシンキ                                                                               |
| Lauttasaari ラウッタサーリ                                                               | Drumsö ドゥルムソ                                                                        | 2017年11月18日開業                                                                             | ヘルシンキ                                                                               |
| Ruoholahti ルオホラハティ                                                                | Gräsviken グレースヴィーケン                                                             | 1993年8月16日開業 乗り換え：路面電車                                                           | ヘルシンキ                                                                               |
| Ruoholahti ～ Itäkeskus ルオホラハティ～イタケスクス                                     |                                                                                          |                                                                                                |                                                                                          |
| フィンランド語                                                                           | スウェーデン語                                                                           | 備考                                                                                           | 備考                                                                                     |
| Ruoholahti ルオホラハティ                                                                | Gräsviken グレースヴィーケン                                                             | 1993年8月16日開業 乗り換え：路面電車                                                           | ヘルシンキ                                                                               |
| Kamppi カンッピ                                                                          | Kampen カンペン                                                                          | 1983年3月1日開業 乗り換え：路面電車                                                            | ヘルシンキ                                                                               |
| Rautatientori ラウタティエントリ                                                         | Järnvägstorget ヤーンヴェーグストーリイェット                                            | 英語名：Central Railway Station（ヘルシンキ中央駅） 1982年開業。乗り換え：路面電車、VRグループ | ヘルシンキ                                                                               |
| Helsingin yliopisto ヘルシンキ大学                                                       | Helsingfors universitet ヘルシンフォースユニヴェルシテーテット（ヘルシンキ大学）         | 1995年3月1日開業 乗り換え：路面電車                                                            | ヘルシンキ                                                                               |
| Hakaniemi ハカニエミ                                                                     | Hagnäs ハーグネス                                                                        | 1982年6月1日開業 乗り換え：路面電車                                                            | ヘルシンキ                                                                               |
| Sörnäinen ソルナイネン                                                                   | Sörnäs セールネス                                                                        | 1984年9月1日開業 乗り換え：路面電車                                                            | ヘルシンキ                                                                               |
| Kalasatama カラサタマ                                                                    | Fiskhamnen フィスクハムネン                                                              | 2007年1月1日開業                                                                               | ヘルシンキ                                                                               |
| Kulosaari クロサーリ                                                                     | Brändö ブレンドー                                                                        | 1982年6月1日開業                                                                               | ヘルシンキ                                                                               |
| Herttoniemi ヘルットニエミ                                                               | Hertonäs ヘルトネス                                                                      | 1982年6月1日開業                                                                               | ヘルシンキ                                                                               |
| Siilitie シーリティエ                                                                    | Igelkottsvägen イーゲルコッツヴェーゲン                                                  | 1982年6月1日開業                                                                               | ヘルシンキ                                                                               |
| Itäkeskus イタケスクス                                                                   | Östra centrum エストラ・セントゥルム                                                     | 1982年6月1日開業 乗り換え：ヨケリ・ライトレール                                                | ヘルシンキ                                                                               |
| Itäkeskus ～ Mellunmäki イタケスクス～メッルンマキ                                       |                                                                                          |                                                                                                |                                                                                          |
| フィンランド語                                                                           | スウェーデン語                                                                           | 備考                                                                                           | 備考                                                                                     |
| Itäkeskus イタケスクス                                                                   | Östra centrum エストラ・セントゥルム                                                     | 1982年6月1日開業 乗り換え：トランクルート 550                                                  | ヘルシンキ                                                                               |
| Myllypuro ミュッリュプロ                                                                 | Kvarnbäcken クヴァーンベッケン                                                           | 1986年10月21日開業                                                                             | ヘルシンキ                                                                               |
| Kontula コントゥラ                                                                       | Gårdsbacka ゴーズバッキャ                                                                | 1986年10月21日開業 乗り換え：トランクルート 560                                                | ヘルシンキ                                                                               |
| Mellunmäki メッルンマキ                                                                  | Mellungsbacka メルングスバッキャ                                                         | 1989年9月1日開業 乗り換え：トランクルート 560                                                  | ヘルシンキ                                                                               |
| Itäkeskus ～ Vuosaari イタケスクス～ヴオサーリ                                           |                                                                                          |                                                                                                |                                                                                          |
| フィンランド語                                                                           | スウェーデン語                                                                           | 備考                                                                                           | 備考                                                                                     |
| Itäkeskus イタケスクス                                                                   | Östra centrum エストラ・セントゥルム                                                     | 1982年6月1日開業                                                                               | ヘルシンキ                                                                               |
| Puotila プオティラ                                                                       | Botby gård ボットビー・ゴード                                                            | 1998年8月31日開業                                                                              | ヘルシンキ                                                                               |
| Rastila ラスティラ                                                                       | Rastböle ラストボーレ                                                                    | 1998年8月31日開業 乗り換え：トランクルート 560                                                 | ヘルシンキ                                                                               |
| Vuosaari ヴオサーリ                                                                      | Nordsjö ノードフォー / ノードショー                                                      | 1998年8月31日開業 乗り換え：トランクルート 560                                                 | ヘルシンキ                                                                               |

### 車両基地
シーリティエ駅とイタケスクス駅の間のロイフペルトには車両基地があり、整備などもここで行っている。路線の東側と西側の両方から出入りできるようになっており、車両基地に戻る際は降車用のイタケスクス駅3番ホームが使用される。運転前に車両を長時間暖めなくても済むように、通常の車庫のほかに暖房付きのエリアもある。
営業路線と反対の方（北側）には、時速100キロメートルでの運転が可能な試験用の線路があり、その先は長さ5キロメートルの非電化区間を経て VR 本線のオウルンキュラ駅に接続していた（軌間は双方とも1524mmを採用）。連絡線の大部分はヘルットニエミ港湾鉄道に沿うように作られており、ヴィーッキ地区では路面上を走る併用軌道となっていた。途中にヴァンター川と国道4号線を渡る鉄道橋があるが、これはヨケリ・バス路線も使用している。
2012年以降、VRとはヴオサーリ新港を経由して接続するように変更され、上記の連絡線はヴオサーリ駅の引き上げ線から伸びる新連絡線に代替される形で廃止となった。

## 車両
ヘルシンキ地下鉄は、VRグループの近郊電車と同じく軌間1524mmの広軌を採用しているが、直流750Vの第三軌条方式である。車両はM100系・M200系・M300系の3種類がある。M100系・M200系は2両編成、M300系は4両編成を基本とし、通常は4両編成か6両編成を組んで運用されるが、混結は不可能。最高速度はトンネル内で70km/h、地上部分で80km/h、ポイント通過時が35km/hまたは60km/hとなる。

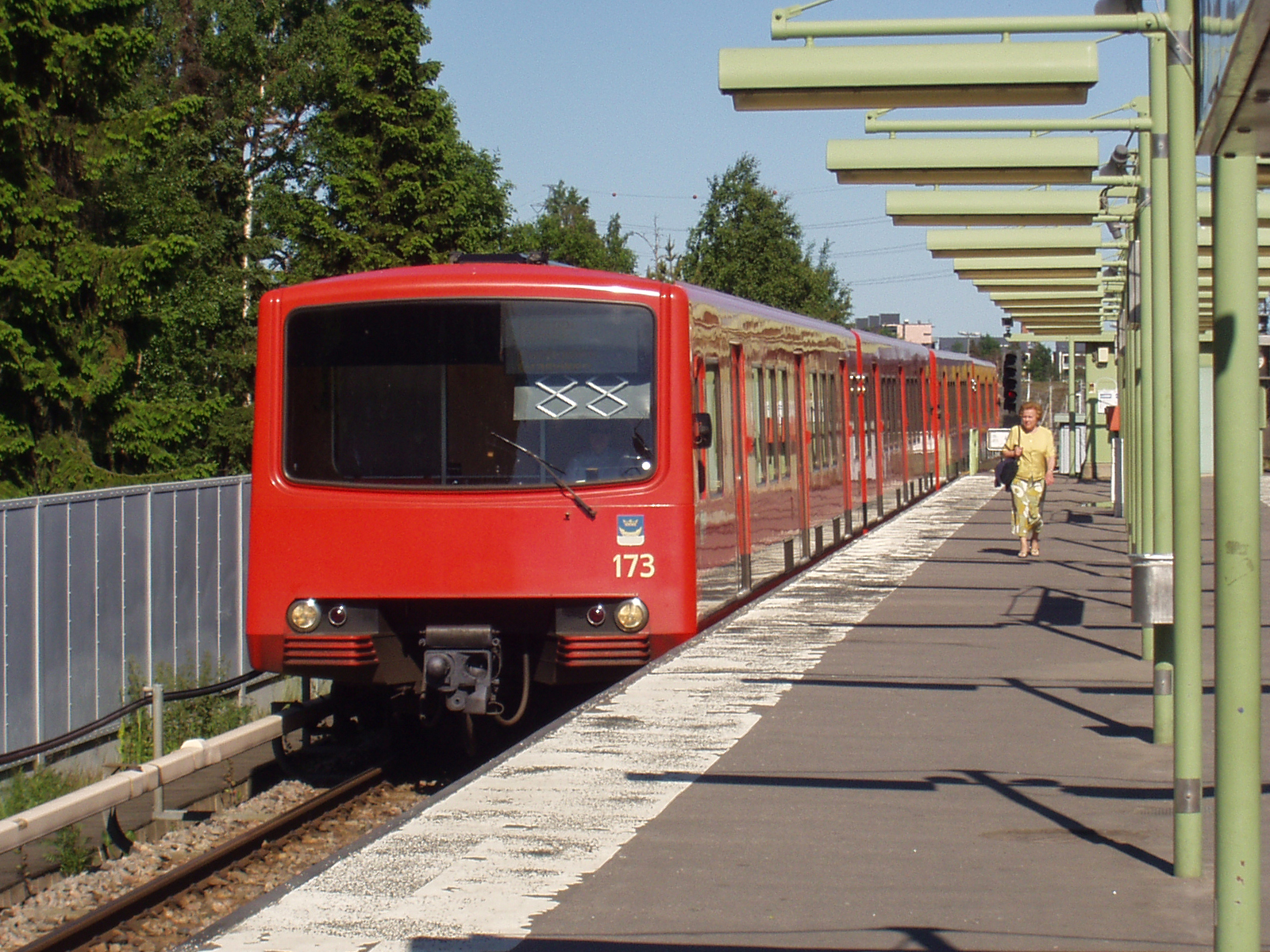
ヘルシンキ地下鉄M100系電車
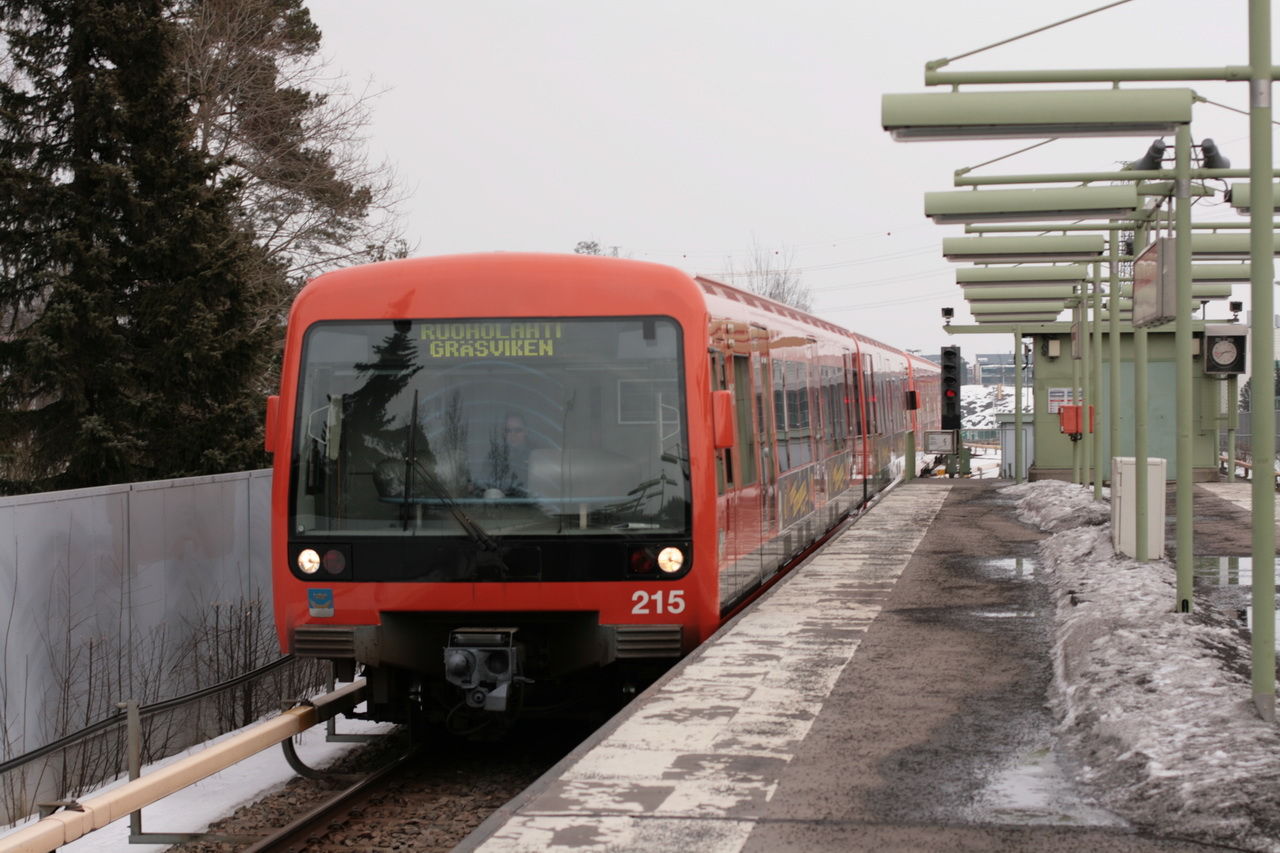
ヘルシンキ地下鉄M200系電車
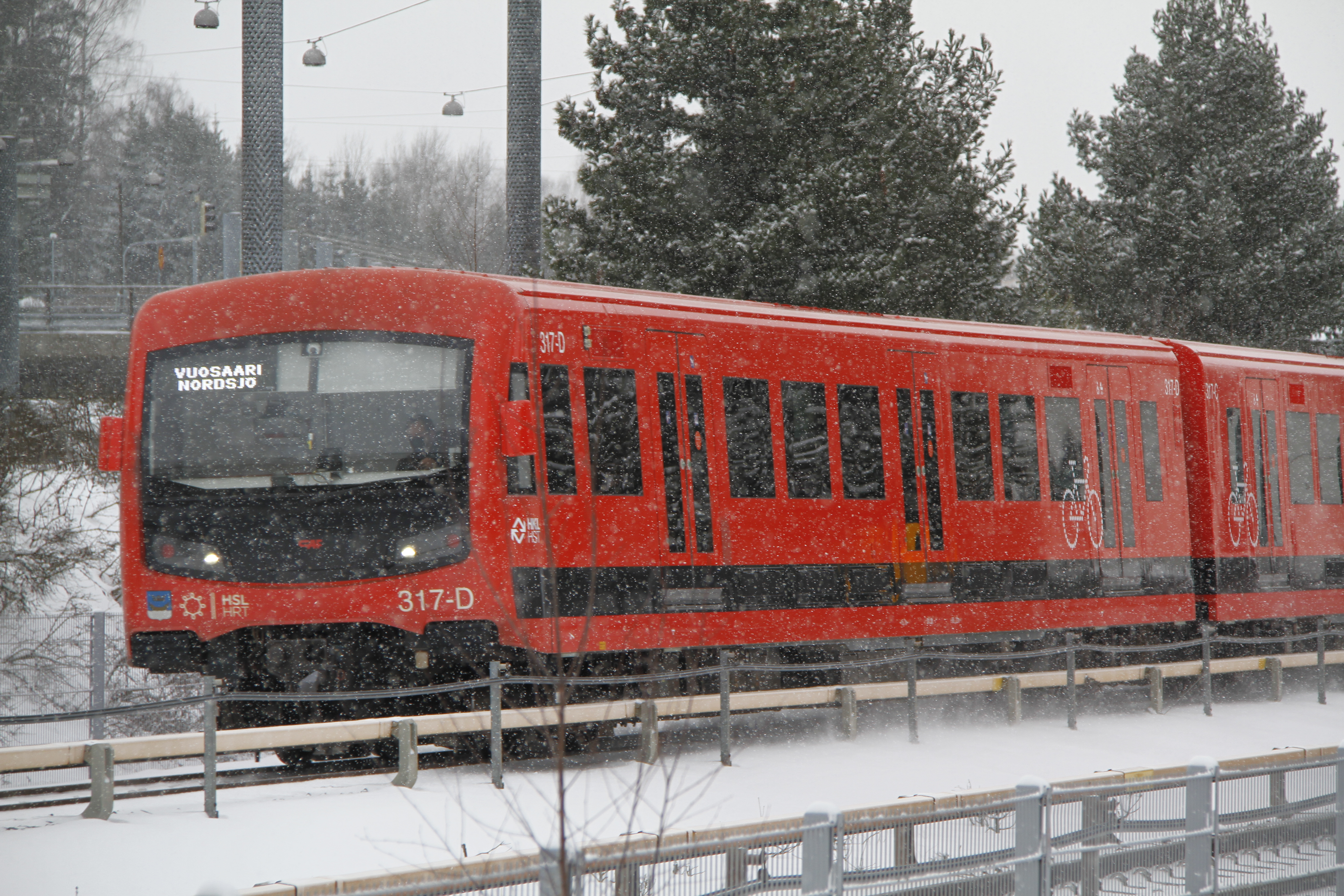
ヘルシンキ地下鉄M300系電車（2021年撮影）

## 計画中の駅と路線

イタメトロ計画路線図

ヘルシンキ地下鉄の最近の変化としては、ソルナイネン駅とクロサーリ駅の間に開業したカラサタマ駅がある。この新駅は、再開発が予定されている古い港湾地域であるカラサタマ区のために建設された。またシーリティエ駅とイタケスクス駅の間にもロイフペルト駅が、計画中の住宅地のために計画されている。なお、ロイフペルトは車両基地のある場所でもある。
ヘルシンキ市は西に隣接するエスポー市や、北東のヴァンター市、シポー市への延伸を計画しているが、近隣の各自治体はあまり積極的ではなく、特にエスポー市南部への延伸路線ランシメトロ（länsimetro：西の地下鉄という意）は多くの議論を呼び、エスポー市の内部やヘルシンキ市との間に政治的な衝突を生むこととなった。しかし、2005年に行なわれた世論調査によると、エスポー市民の75%がランシメトロの建設を支持し、2006年9月25日にはエスポー市議会が建設を認可した。前述のとおり、ルオホラハティ - マティンキュラ間は2017年11月18日に開業した。さらに、その先のマティンキュラ～キヴェンラーティ間の延伸工事が進められており5つの駅が設置されて2022年12月3日に完成した。
ランシメトロの他には、現在線のメッルンマキから東のシポー市方面への延伸計画であるイタメトロ（itämetro：東の地下鉄の意）や、サンタハミナから現在線のカンッピ駅、VRのパシラ駅を経由してヘルシンキ・ヴァンター国際空港、および市内北東部のヴィーッキへ至る2号線（toinen metrolinja)の建設案がある。これらの延伸案は既に市議会で議論されているが、仮に実現するとしても2020年以降になる見通しである。なお最初の路線建設の時点で、カンッピ駅には2号線のためのプラットホームの空間が掘削され用意されている。

## 統計
ヘルシンキ市交通局(HKL)の2003年の統計を以下に示す。
- 年間利用者数 5540万人
- 総輸送距離 4億410万km
- 売上 1690万ユーロ
- 利益 380万ユーロ

ヘルシンキ市内の交通機関の中で、ヘルシンキ地下鉄は1人・1kmあたりの運賃が最も安く、0.032ユーロ/km・人 である。次いで安いのが路面電車（ヘルシンキ・トラム）で、0.211ユーロ/km・人となる。
2002年の年間の使用電力量は、2001年の32.2GWhより増加し39.8GWhであったが、これは1人・1kmあたり0.10kWhとなり、路面電車（0.19kWh/km・人）よりも省エネルギーである。

## ギャラリー

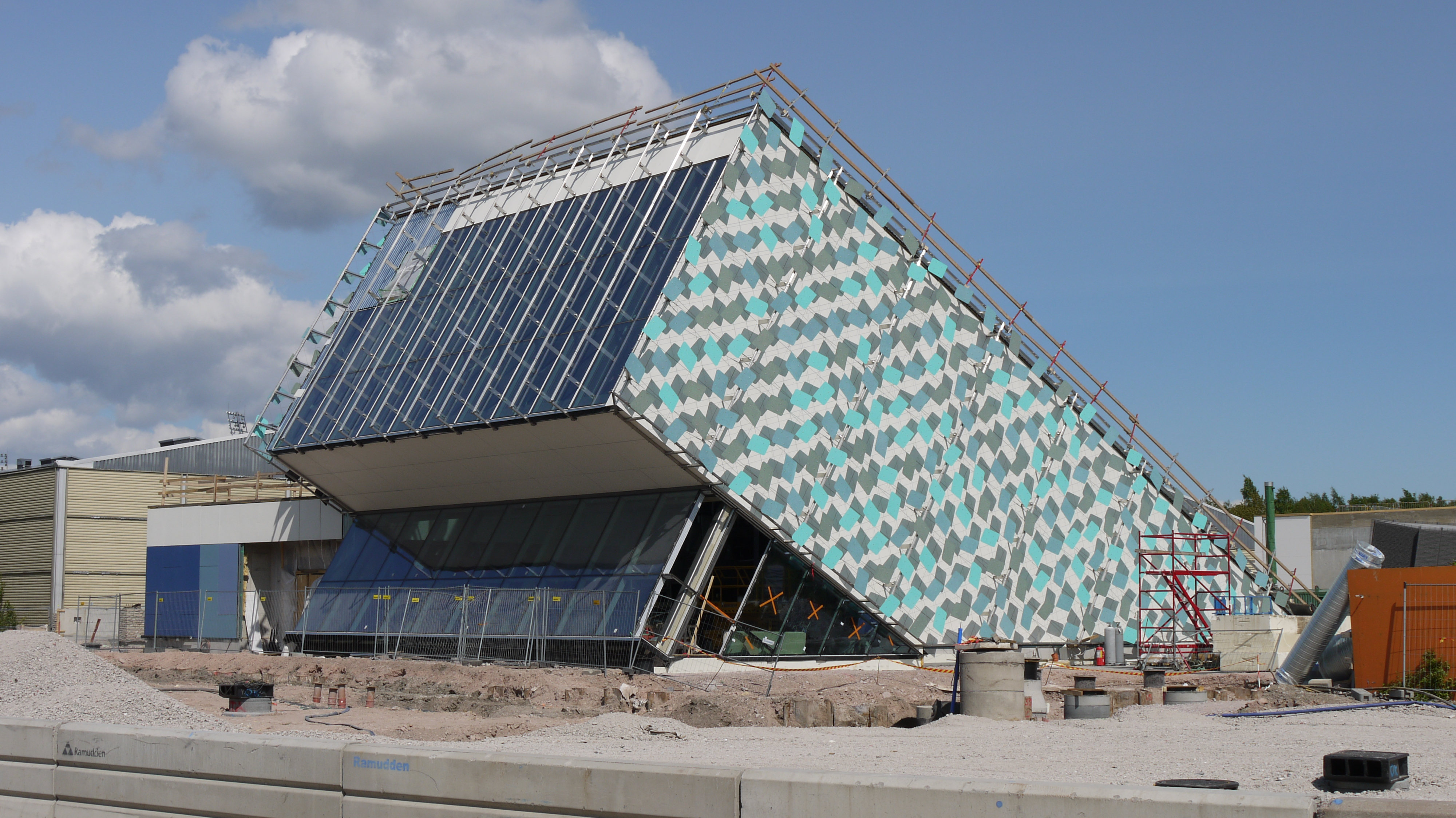
ウルヘイルプイスト（運動公園）駅の入り口
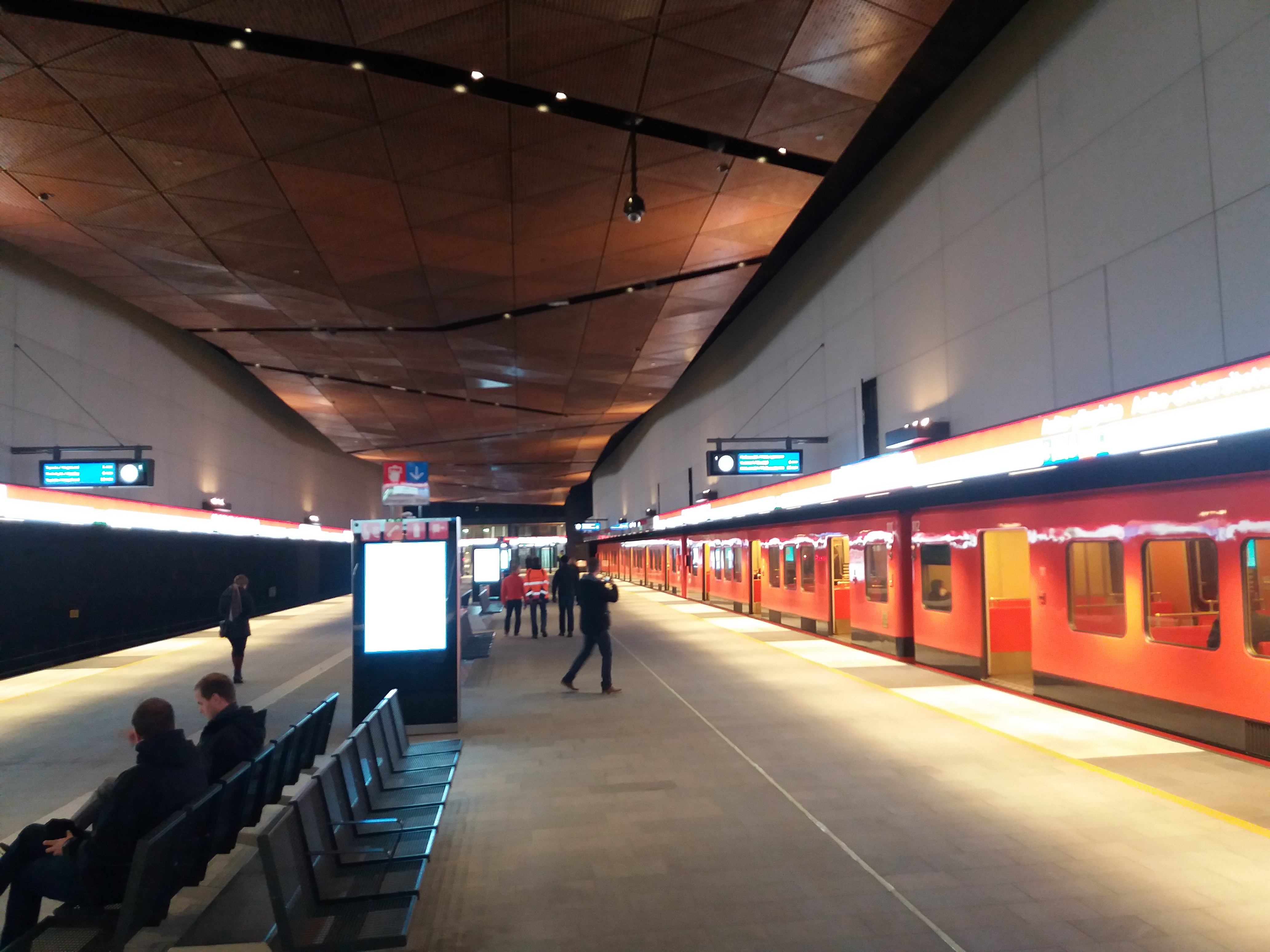
アールトユリオピスト（アールト大学）駅
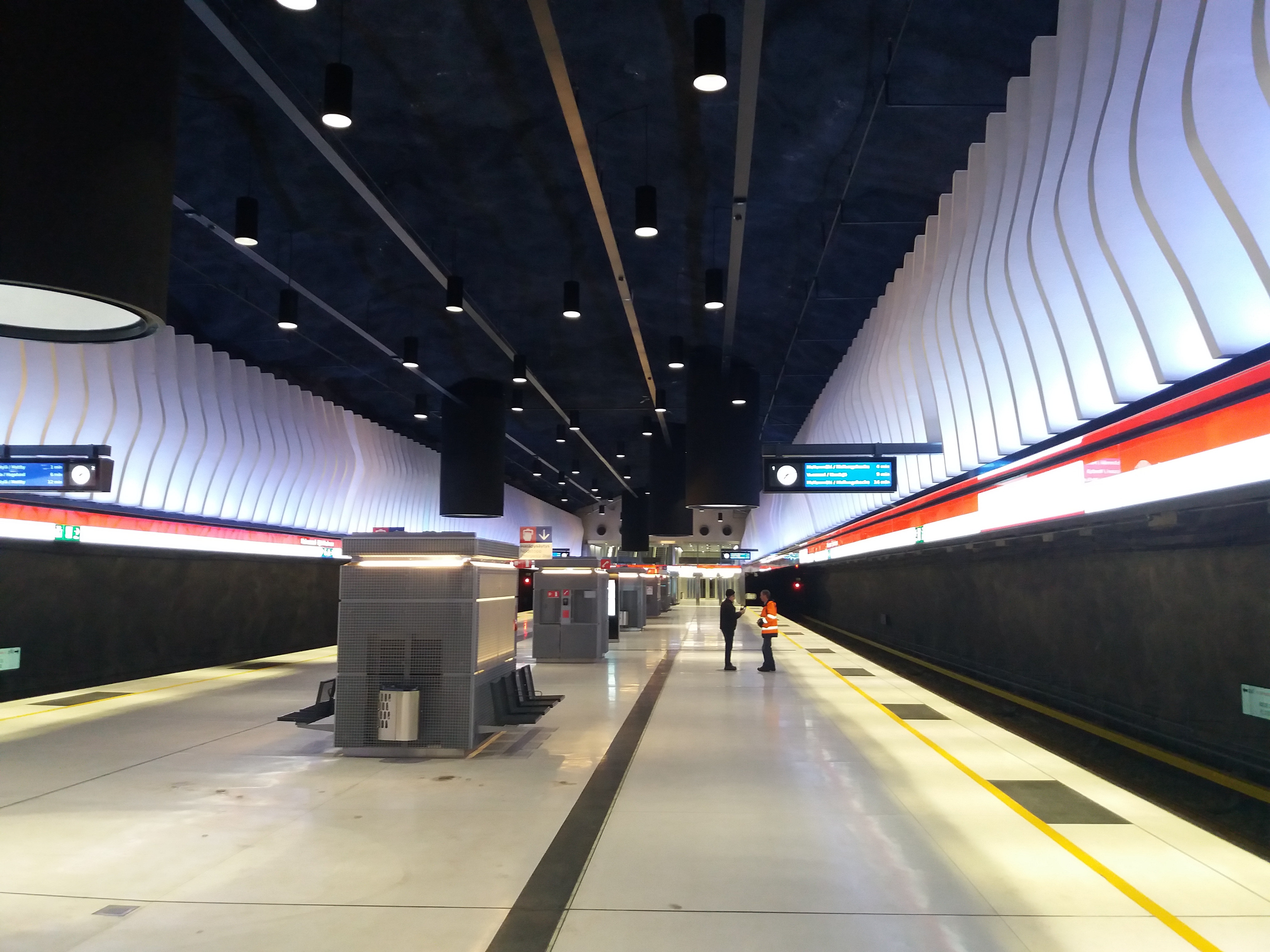
コイヴサーリ駅
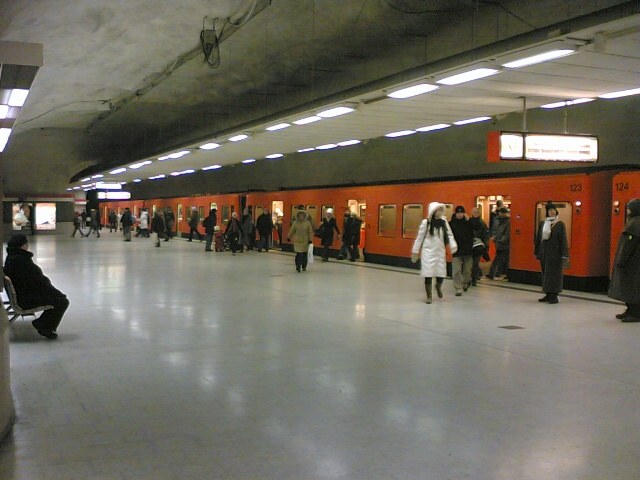
カンッピ駅のホーム
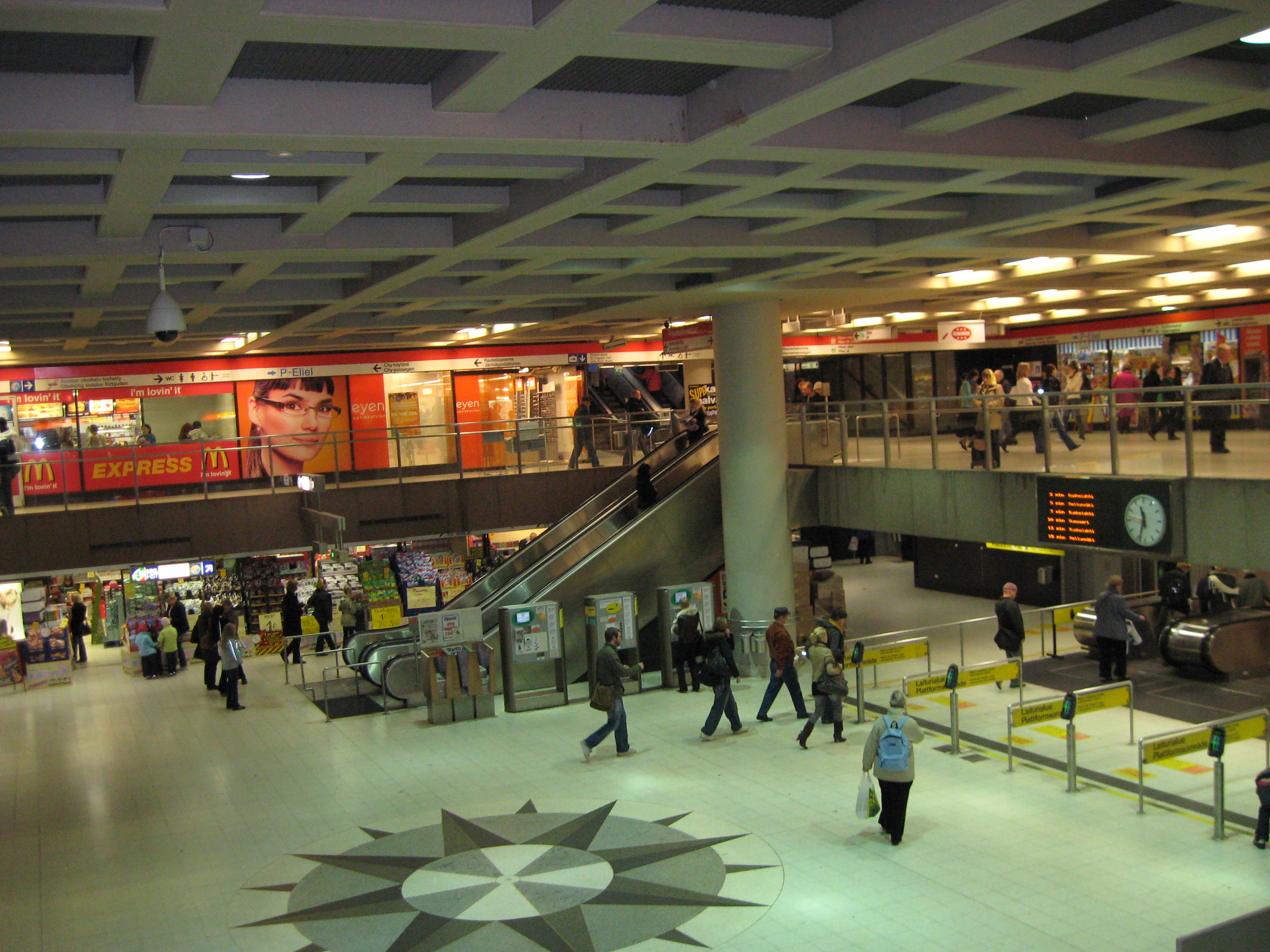
ラウタティエントリ駅
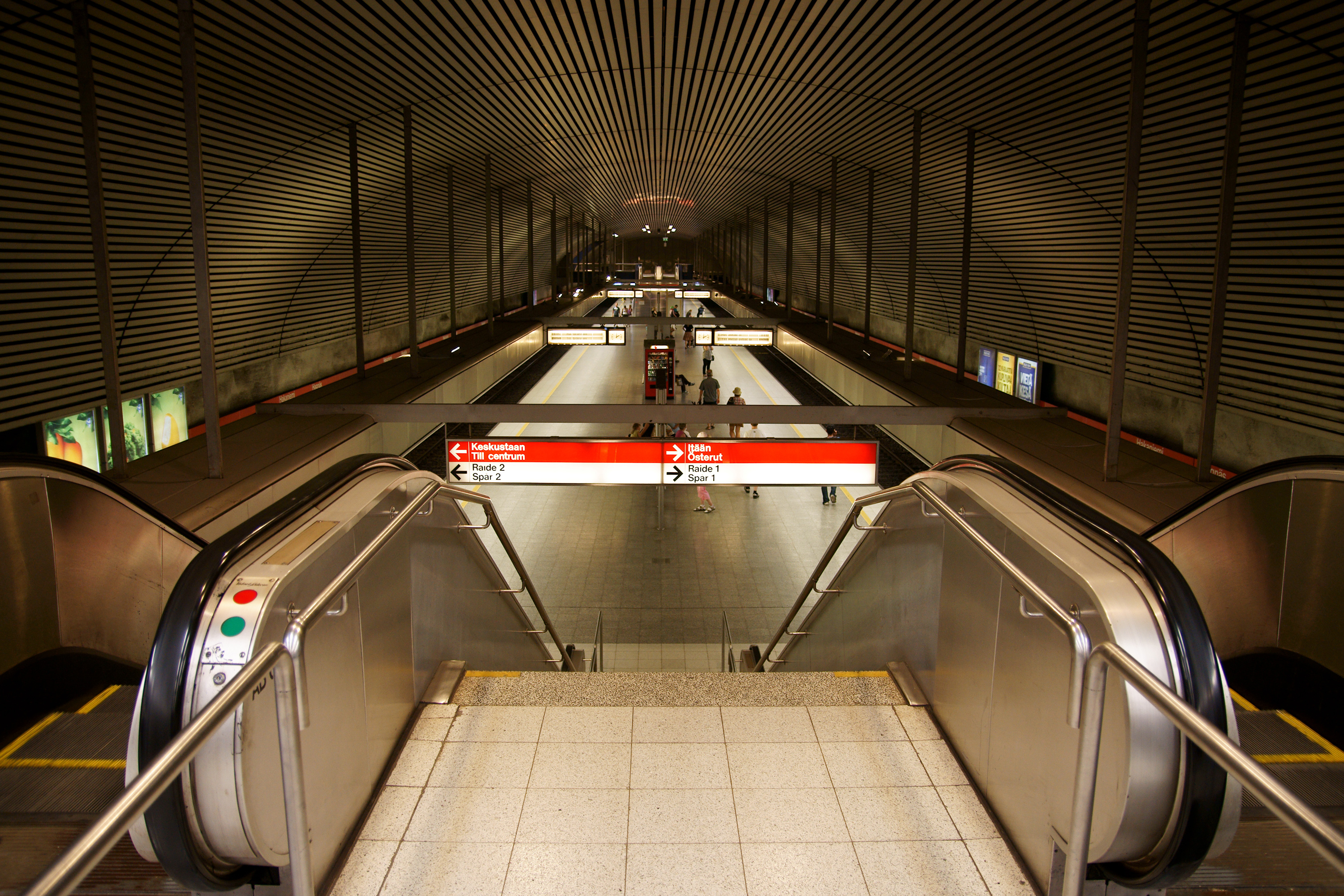
ハカニエミ駅
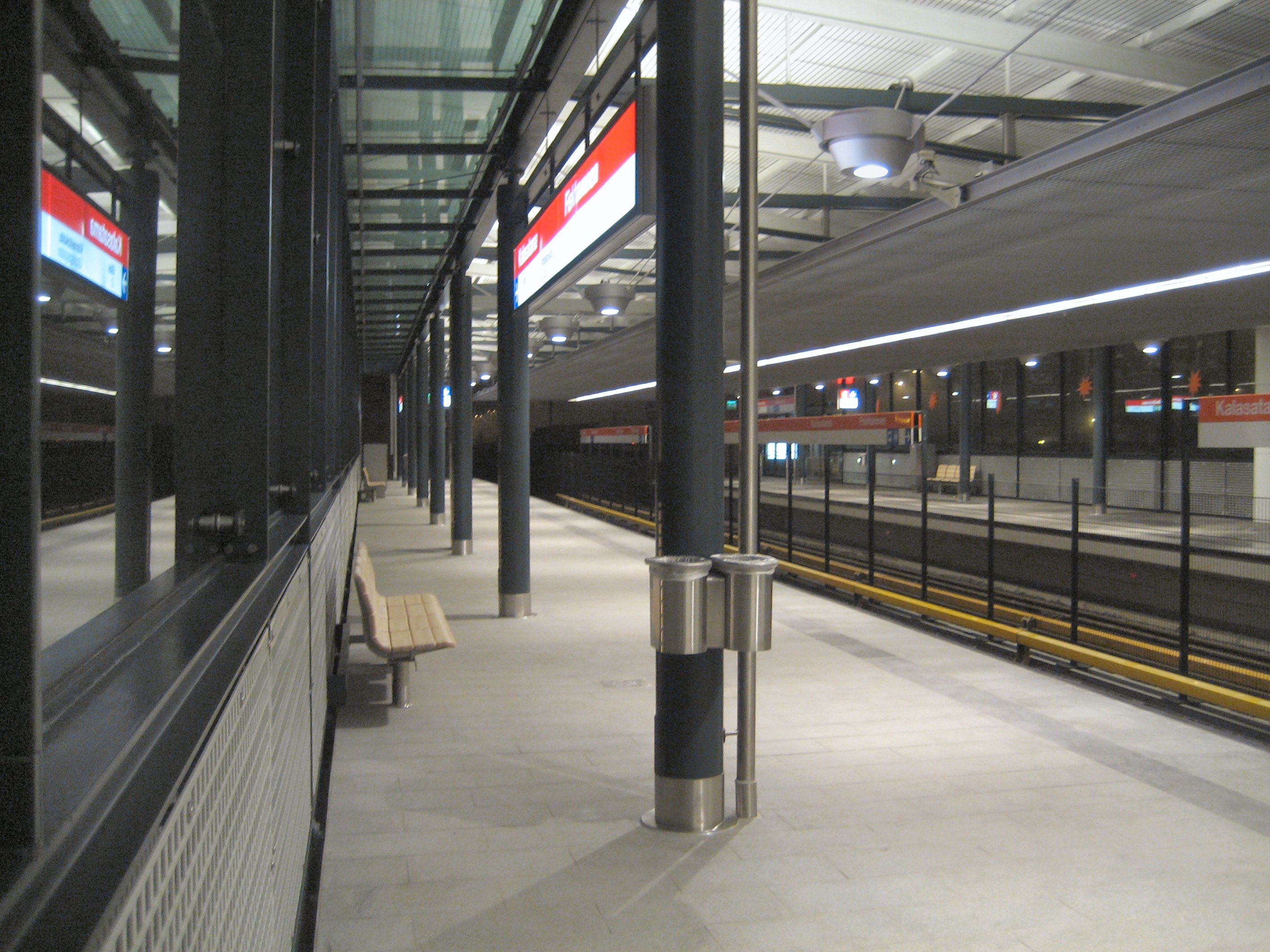
2007年に開業したカラサタマ駅
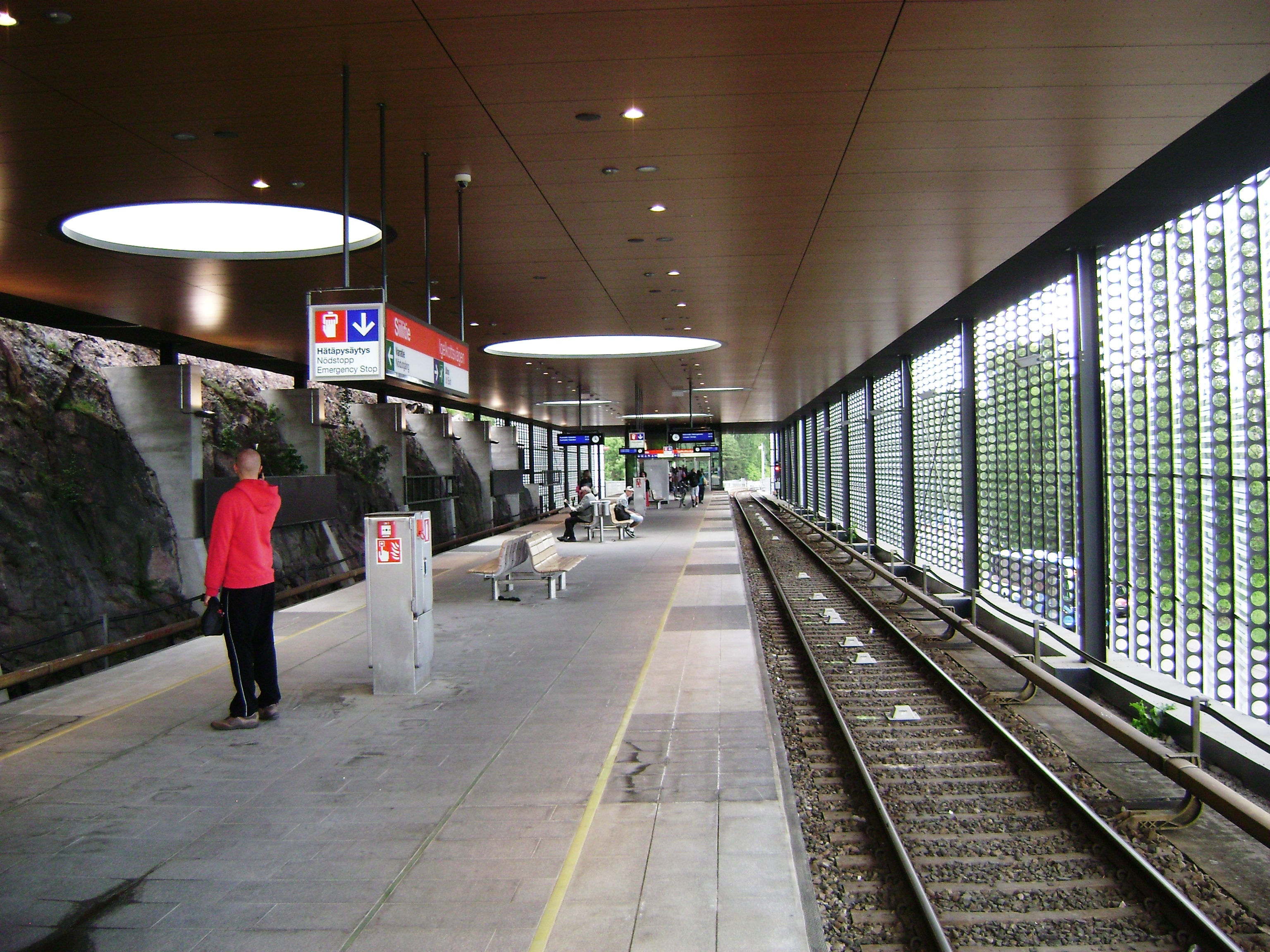
ラスティラ駅
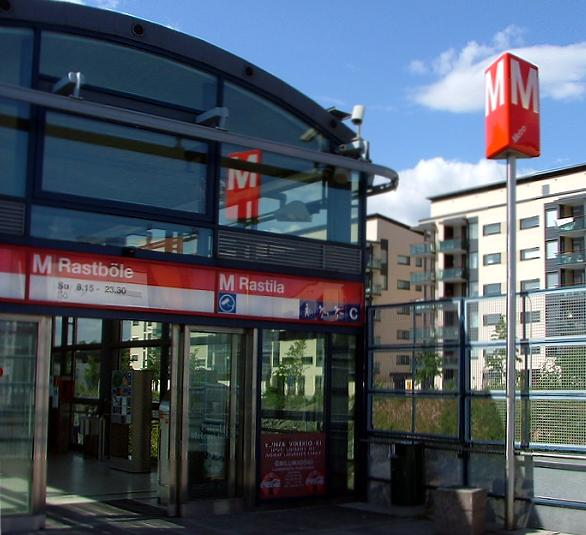
ラスティラ駅の出口
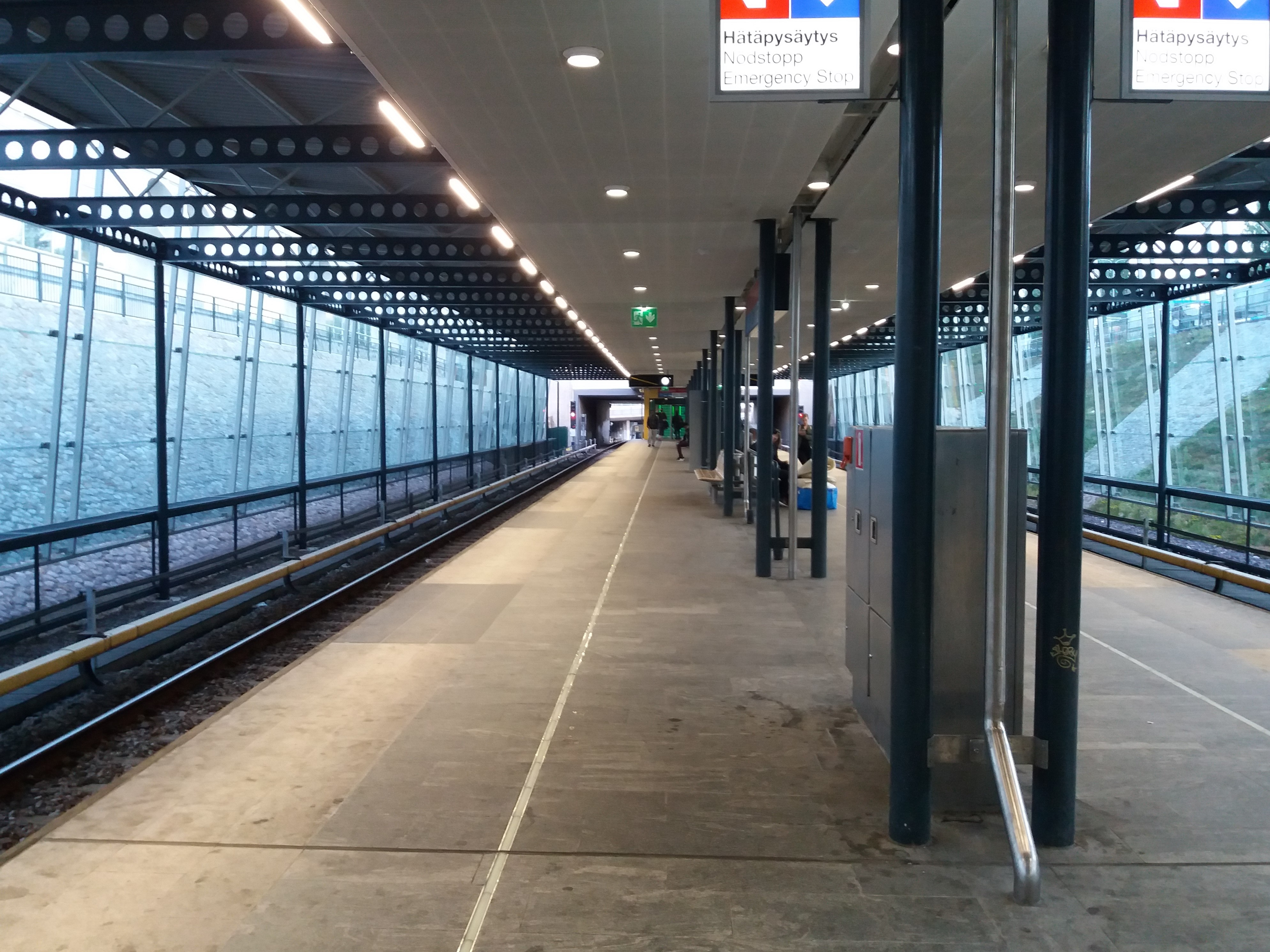
ミュッリュプロ駅
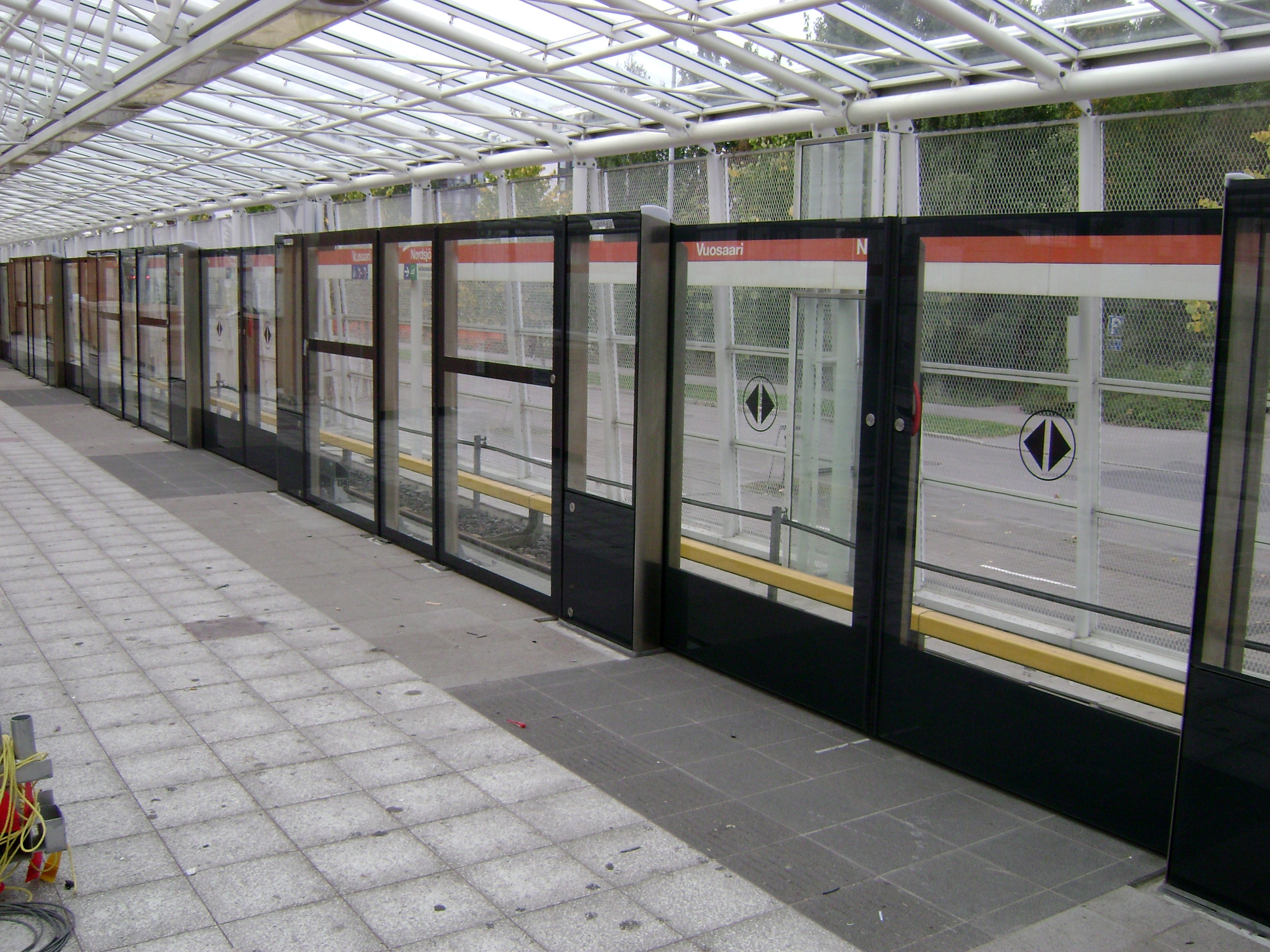
ヴオサーリ駅のホームドア
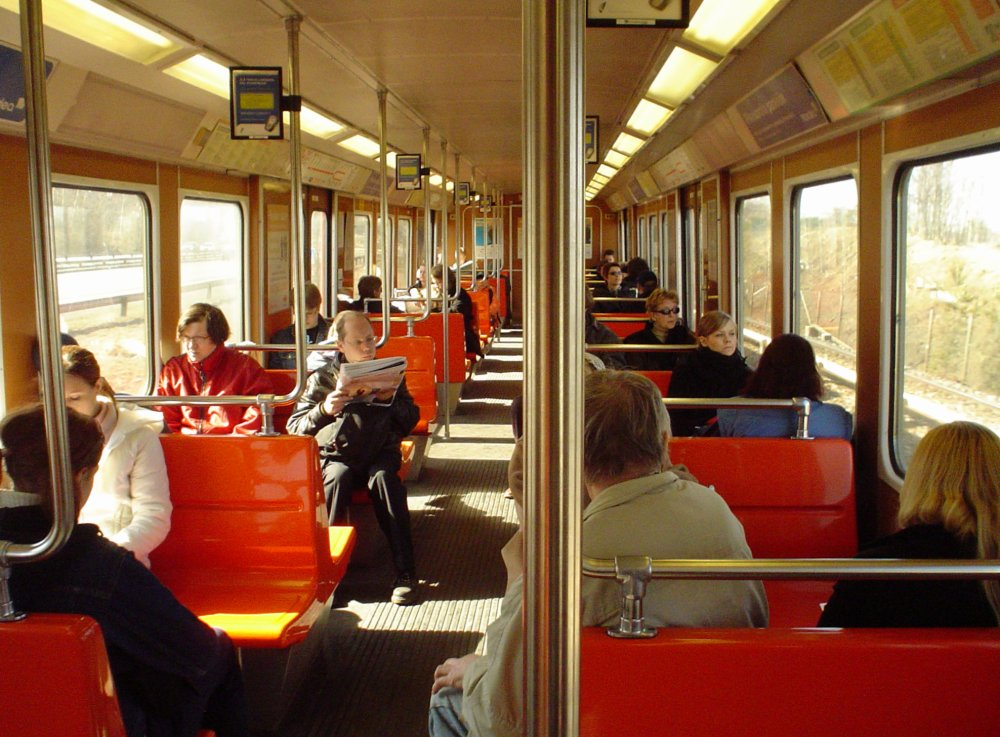
ヘルシンキ地下鉄M100系の車内
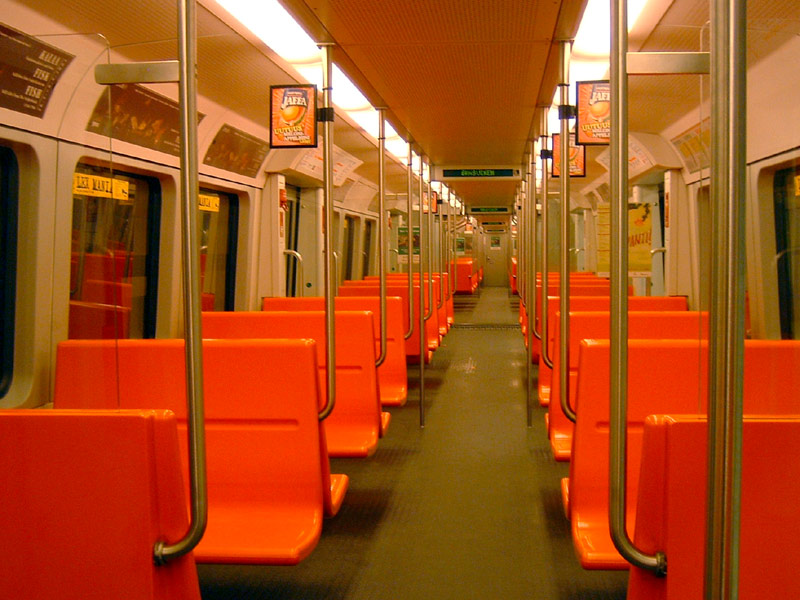
ヘルシンキ地下鉄M200系の車内